# Shin Tanada
Shin Tanada (jap. 棚田 伸, Tanada Shin; * 25. Juli 1969 in der Präfektur Hiroshima) ist ein ehemaliger japanischer Fußballspieler.

## Karriere
Tanada erlernte das Fußballspielen in der Schulmannschaft der Hiroshima Technical High School und der Universitätsmannschaft der Juntendo-Universität. Seinen ersten Vertrag unterschrieb er 199 bei Hitachi (heute: Kashiwa Reysol). Der Verein spielte in der zweithöchsten Liga des Landes, der Japan Football League. 1994 wurde er mit dem Verein Vizemeister der Japan Football League und stieg in die J1 League auf. Für den Verein absolvierte er 120 Spiele. Im Oktober 1998 wechselte er zum Ligakonkurrenten Consadole Sapporo. Am Ende der Saison 1998 stieg der Verein in die J2 League ab. Für den Verein absolvierte er 40 Spiele. Ende 1999 beendete er seine Karriere als Fußballspieler.